# بنك هندوراس المركزي
بنك هندوراس المركزي هو البنك المركزي وهو الجهة المالية المسؤؤولة في هندوراس، وقد أسس في 1 يوليو 1950.
بنك هندوراس المركزي هو المسؤول عن إصدار اللمبيرة الهندوراسية.